# Still Blowin’
Still Blowin’ – osiemnasty studyjny album amerykańskiego rapera Too Shorta, wydanym 6 kwietnia, 2010 roku. Występują gościnnie Birdman, Jazze Pha i inni. Został wydany w niezależnej wytwórni Too Shorta, Dangerous Music.

## Lista utworów
1. „Maggot Brain” (feat. Silk E) - 3:52
2. „I'm Gone” - 3:54
3. „I Want That” - 2:57
4. „Fed Up” (feat. Kool Ace) - 3:35
5. „Player Card” (feat. Shanell) - 4:37
6. „Still Blowin’” - 4:15
7. „All for Love” (feat. Town Bizness) - 3:24
8. „I'm a Pimp” (feat. Earl Hayes) - 3:43
9. „Checking My Hoes” (feat. Birdman & Jazze Pha) - 4:10
10. „Lil’ Shorty” - 3:28
11. „International Player” - 3:14
12. „Porno Bitch” - 3:37

## Pozycja
| Lista                    | Pozycja |
| ------------------------ | ------- |
| US Hot R&B/Hip-Hop Songs | 70      |